# مركبة الاستطلاع القتالية طراز 87
مركبة الاستطلاع القتالية طراز 87 ((باليابانية: ブラックアイ)(نقحرة: بوراك كوايي | العين السوداء)) نوع من مركبات الاستطلاع ذات الدفع السداسي 6×6 صممت وصنعت من طرف شركة كوماتسو المحدودة اليابانية وتستخدم حصريا من طرف القوة البرية لقوات الدفاع الذاتي اليابانية. إستمر إنتاج هذه المركبة لغاية سنة 2013.

## التاريخ
زودت القوات الأمريكية قوات الدفاع الذاتي اليابانية المنشأة حديثا بعد الحرب العالمية الثانية ببضع مركبات من طراز إم 8 غريهاوند. غير أن عددا قليلا من هذه المركبات استخدم فعليا نظرا لسوء حالة الطرق في اليابان وقلة عدد الطرق المعبدة وما سببه ضعف البنية التحتية من مشكلات للمركبات المدولبة. تطورت البنى التحتية لليابان بشكل هائل بحلول سنة 1982، مما شجع على تطوير أول مركبة قتالية مدرعة مصممة ومصنعة بالكامل في اليابان للاستخدام ضمن تشكيلات قوات الدفاع اليابانية. أنتجت مركبة قيادة باسم شيكيتسو لهذا الغرض سنة 1982، و بنجاح هذه المركبة في القوات البرية اليابانية بدأت عمليات تطوير مركبة استطلاع سنة 1985 أدت إلى مركبة طراز 87 التي دخلت الإنتاج التسلسلي سنة 1987.

## المواصفات
يتكون طاقم المركبة من 5 أفراد، يجلس اثنان منهما في برج المدفع ذاتي الحركة الموجود في منتصف بدن المركبة. يقع باب المركبة على جهة اليسار، و يتواجد محركها في الجزء الخلفي الأيمن من المركبة. صنع جسم المركبة من الفولاذ وتم لحامه بشكل كامل. كما أن المركبة بها العديد من مواصفات المركبات المدنية كنظام الطاقة التوجيهية.
زودت المركبة بمحرك ديزل من إيسوزو به 10 إسطوانات و يبرد بالماء، يرتبط المحرك بمعشق سرعات يدوي به ست سرعات أمامية وسرعة واحدة خلفية. تبلغ قدرة المحرك 305 حصان عند معدل دوران 2700 دورة/دقيقة.
تم تسليح المركبة بمدفع أوتوماتيكي عيار 25 ملم منتج في اليابان تحت الترخيص يسمح بإطلاق عدة أنواع من الذخائر بمعدل يصل إلى 600 طلقة في الدقيقة، ورشاش من عيار 7.62 ملم. ورغم أن المركبة مدرعة إلا أن درعها صمم للحماية من الأسلحة الخفيفة وشظايا القنابل اليدوية فقط. يعتبر تسليح وحماية المركبة ملائمين للغرض الذي صممت من أجله كمركبة استطلاع، غير أنها تفتقد لإمكانية عبور المسطحات المائية التي يزيد عمقها عن 1.5 متر (4.9 قدم).

## مقارنة بمركبات مماثلة
| المركبة       | طراز 87                                      | بي أر دي إم-2                            | في إي سي - إم 1                   | سباهبانزر لوخس                    |
| ------------- | -------------------------------------------- | ---------------------------------------- | --------------------------------- | --------------------------------- |
| صورة المركبة  |                                              |                                          |                                   |                                   |
| الطول         | 5.99m                                        | 5.75m                                    | 6.2m                              | 7.74m                             |
| العرض         | 2.48m                                        | 2.35m                                    | 2.5m                              | 2.98m                             |
| الارتفاع      | 2.80m                                        | 2.31m                                    | 2.51m                             | 2.84m                             |
| الوزن         | 15.0 طن                                      | 7.7 طن                                   | 13.75 طن                          | 19.5 طن                           |
| السرعة القصوى | 100 كلم/س                                    | 100 كلم/س                                | 99 كلم/س                          | 90 كلم/س                          |
| قدرات برمائية | لا                                           | نعم                                      | نعم                               | نعم                               |
| الطاقم        | 5                                            | 4                                        | 5                                 | 4                                 |
| التسليح       | مدفع أوتوماتيكي عيار 25 مم رشاش عيار 7.62 مم | رشاش ثقيل عيار 14.5 مم رشاش عيار 7.62 مم | مدفع عيار 25 مم رشاش عيار 7.62 مم | مدفع عيار 20 مم رشاش عيار 7.62 مم |

## وصلات خارجية
- www.army-technology.com
- www.tanks-encyclopedia.com
- perfiles.elgrancapitan.org
- www.deagel.com